# Королівські стрільці
Королівські стрільці (Міський полк Лондона) (англ. Royal Fusiliers (City of London Regiment)) — також відомі як «фузилери», лінійний піхотний полк Британської армії, що безперервно існував протягом 283 років. До реформ Чайлдреса 1881 року був відомий як 7-й піхотний полк.
Полк брав участь у багатьох війнах та конфліктах протягом свого тривалого існування, включаючи Кримську війну, Другу бурську війну, Першу світову війну та Другу світову війну. У 1968 році полк був об'єднаний з іншими полками Фузілерської бригади — Королівськими Нортумберлендськими фузилерами, Королівськими Уорікширськими фузилерами та Ланкаширськими фузилерами — для формування нового великого полку, Королівського полку фузилерів.
Військовий меморіал Королівських фузилерів, пам'ятник, присвячений майже 22 000 Королівських фузилерів, які загинули під час Першої світової війни, стоїть на Холборні в Лондоні.

## Історія

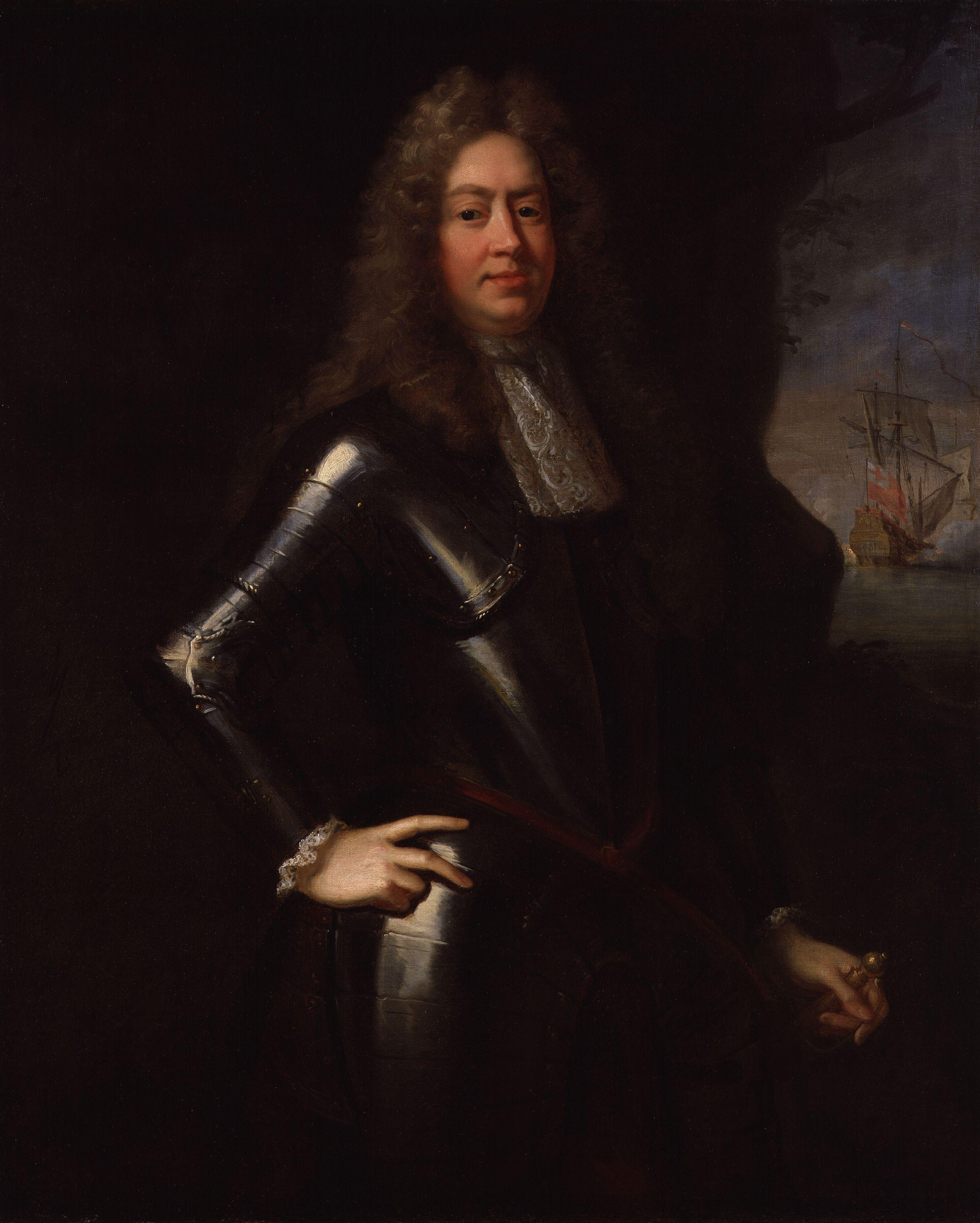
Джордж Легг, 1-й барон Дартмут, засновник полку.

Сформований як фузілерський полк у 1685 році Джорджем Леггом, 1-м бароном Дартмутом, з двох рот охорони Лондонського Тауера, і спочатку називався Артилерійським полком, пізніше Королівським полком фузилерів. Більшість полків у той час були оснащені мушкетами з ґнотовим замком, але Артилерійський полк був озброєний кременевими фузеями. Це було тому, що їхнім завданням було супроводжувати артилерію, для чого матчі могли призвести до займання відкритих жерл пороху. Полк також був відомий за іменами своїх полковників до 1751 року.
Полк вирушив до Голландії в лютому 1689 року для служби у Війні Аугсбурзької ліги і бився в битві при Валькур у серпні 1689 року, перш ніж повернутися додому в 1690 році. Пізніше того ж року він відплив до Фландрії і бився в битві при Стенкерке у серпні 1692 року, битві при Ландені в липні 1693 року та облозі Намюра влітку 1695 року, перш ніж повернутися додому.
Полк брав участь в експедиції, яка захопила місто Рота в Іспанії навесні 1702 року, а потім брав участь у битві при Віго-Бей у жовтні 1702 року під час Війни за іспанську спадщину. Полк служив морською піхотою на борту кораблів Королівського флоту в 1703 році (і знову в 1718–1719 роках, квітні 1742 року (лише деталі) та 1756–1757 роках).
У 1747 році полк був відомий як Королівські англійські фузилери і отримав перевагу 7-го в піхоті лінії. 1 липня 1751 року він був перейменований на 7-й піхотний полк (Королівські фузилери). Коли в серпні 1782 року були додані графські титули, було додано підзаголовок «(Дербішир)», але він ніколи не використовувався і пізніше був переданий іншому полку.

### Війна за незалежність США
Королівські фузилери були відправлені до Канади у квітні 1773 року. Полк був розбитий на загони, які служили в Монреалі, Квебеку, форті Шамблі та форті Сент-Джонс (Сен-Жан-сюр-Рішельє). Зіткнувшись з американським вторгненням до Канади в 1775/1776 роках, гарнізон форту Шамблі (який складався з 80-ти чоловік) намагався протистояти 400-сильному повстанському загону, але зрештою змушений був здатися, втративши свої полкові кольори. Основна частина полку була захоплена, коли впав Сент-Джонс. Загін із 70 осіб під командуванням капітана Хамфрі Оуенса допомагав у битві за Квебек у грудні 1775 року.
Людей, взятих у полон під час оборони Канади, обміняли в британському Нью-Йорку в грудні 1776 року. Тут полк був відновлений і гарнізонував Нью-Йорк і Нью-Джерсі. У жовтні 1777 року 7-й полк брав участь в успішних штурмах форту Клінтон і форту Монтгомері та знищенні ворожих запасів у Континентал-Віллідж. Наприкінці листопада 1777 року полк посилив гарнізон Філадельфії. Під час британської евакуації назад до Нью-Йорка полк брав участь у диверсійному рейді за кілька днів до Монмутського бою у червні 1778 року. 7-й полк брав участь у рейді Трайона в липні 1779 року.
У квітні 1780 року Королівські фузилери взяли участь у захопленні Чарлстона. Після того, як Чарлстон впав, полк допоміг гарнізонувати місто. Три роти були відправлені до Дев'яносто шести, щоб допомогти з підготовкою рот міліції лоялістів. Загін із 80 осіб також був відправлений до Камдена, Південна Кароліна, щоб допомогти побудувати оборону цього міста. Загони були відкликані до Чарлстона для переобладнання наприкінці серпня 1780 року. Потім їх посадили на коней і відправили приєднатися до армії Чарльза Корнволліса, коли вона просувалася до Шарлотти, Північна Кароліна, на початку вересня 1780 року. Королівські фузилери, верхи на конях, разом із двома полками міліції лоялістів, очистили регіон на північ від Джорджтауна, Південна Кароліна, від партизанів під час пересування. Королівські фузилери передали коней Британському легіону підполковника Банастра Тарлетона після з'єднання з Корнволлісом наприкінці вересня і потім служили ар'єргардом армії.
З жовтня 1780 року до початку січня 1781 року полк, втративши близько третини своїх офіцерів і солдатів через хвороби, захищав лінії зв'язку та постачання між Камденом і Віннсборо, Південна Кароліна. 7 січня 1781 року загін із 171 чоловіка з Королівських фузилерів був відокремлений від армії Корнволліса і воював під командуванням Тарлетона в битві при Коупенсі в січні 1781 року. Королівські фузилери були на лівому фланзі бойової лінії: Тарлетон зазнав поразки, і полкові кольори знову були захоплені та зберігалися у фургонах з багажем. Загін із 19 осіб з полку воював у Північній Кароліні, беручи участь у битві при Гілфорд-Корт-Хаус у березні 1781 року і, зрештою, в облозі Йорктауна, де він служив разом із ротою легкої піхоти полку. Був і інший загін, що складався здебільшого з людей, які одужали в госпіталі, та новобранців, який залишався на півдні під командуванням підполковника Алюреда Кларка: ці люди залишалися в гарнізоні в Чарльстоні, доки їх не перевели до Савани, Джорджія, в грудні 1781 року. Полк повернувся до Англії в 1783 році.

### Наполеонівські війни

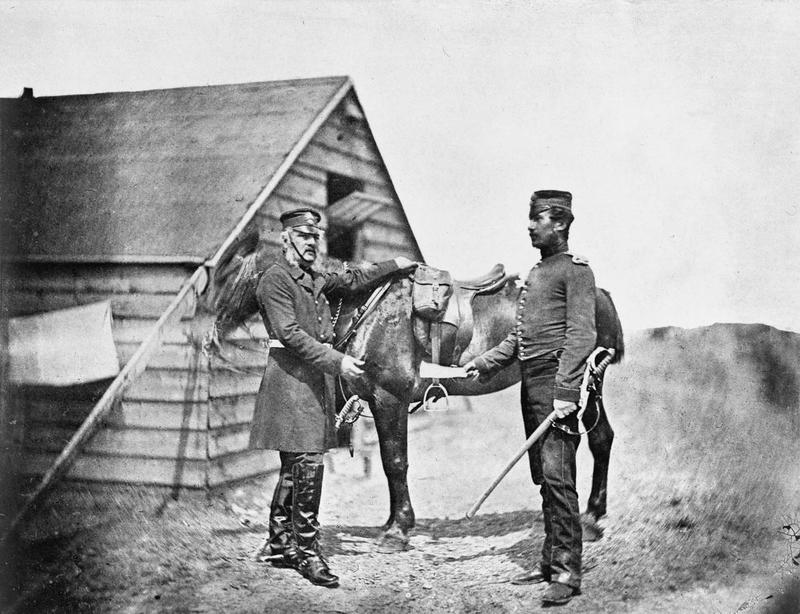
Підполковник Волтер Лейсі Єа, командир Королівських фузилерів, отримує сигнал від свого ад'ютанта, лейтенанта Дж. Сент-Клера Гобсона, Королівські фузилери, обидва загинули під Севастополем 18 червня 1855 року.

Полк відплив до Голландії і брав участь у битві при Копенгагені в серпні 1807 року під час Англо-данської війни. Потім його відправили до Вест-Індії, і він брав участь у захопленні Мартініки в 1809 році. Пізніше того ж року він відплив до Португалії для служби в Піренейській війні і бився в битві при Талавері в липні 1809 року, битві при Буссако у вересні 1810 року та битві при Альбуері в травні 1811 року.
Потім полк брав участь в облозі Сьюдад-Родріго в січні 1812 року, облозі Бадахоса навесні 1812 року та битві при Саламанці в липні 1812 року, а також у битві при Віторії в червні 1813 року. Потім він переслідував французьку армію до Франції і бився в битві при Піренеях у липні 1813 року, битві при Ортезі в лютому 1814 року та битві при Тулузі в квітні 1814 року. Він повернувся до Англії пізніше того ж року, перш ніж відплисти до Канади і взяти участь у захопленні форту Боуйєр у лютому 1815 року під час війни 1812 року.
2-й батальйон був сформований у 1804 році і також брав участь у Піренейській кампанії з 1809 по 1811 рік. Обидва батальйони брали участь у битві при Альбуері в 1811 році. 2-й батальйон був розформований після війни.

### Вікторіанська та Едвардіанська епохи

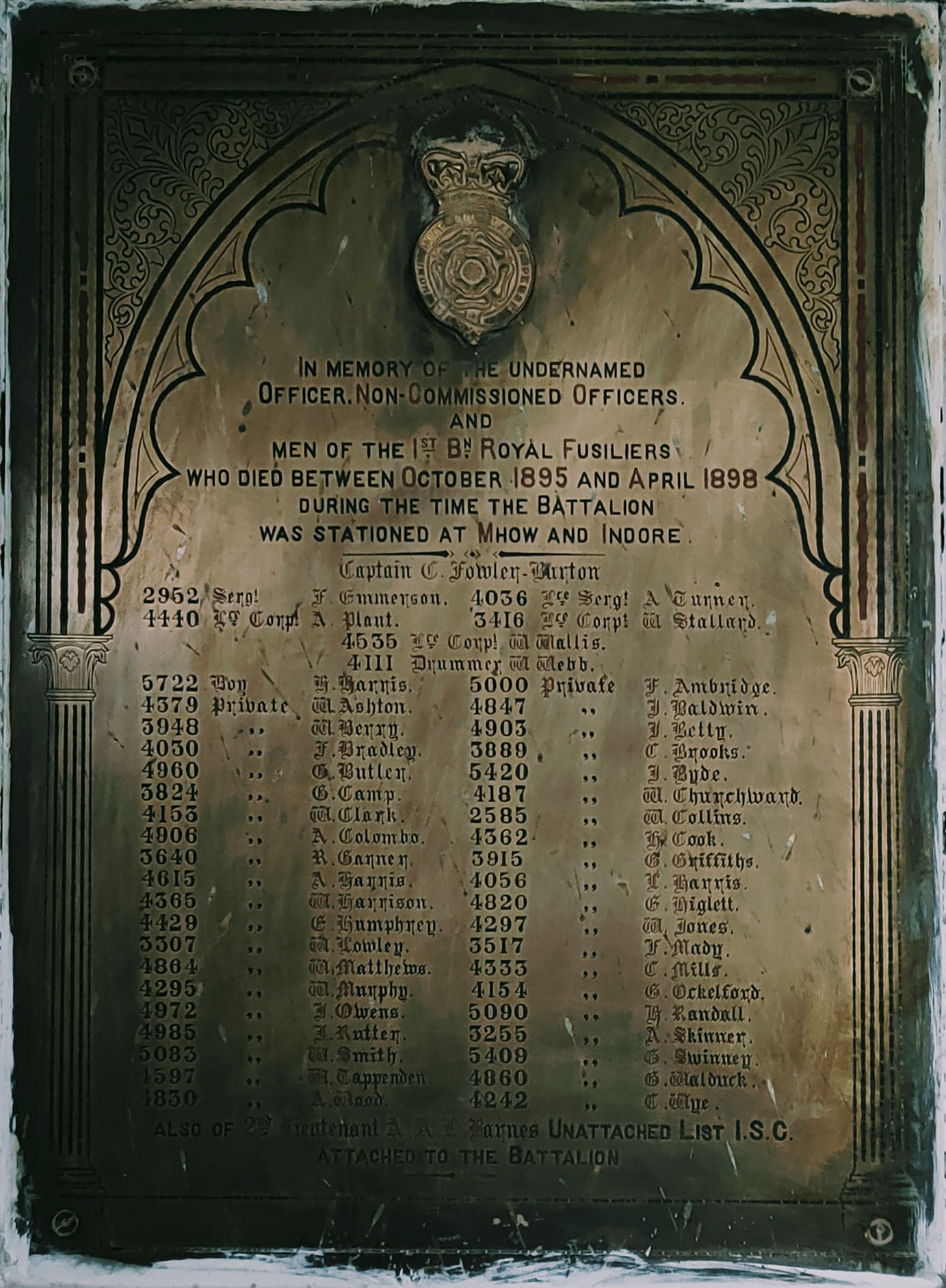
1-й батальйон Королівських фузилерів був розташований у Мхоу та Індорі між 1895 і 1898 роками. Ця табличка встановлена всередині церкви Христа, Мхоу.

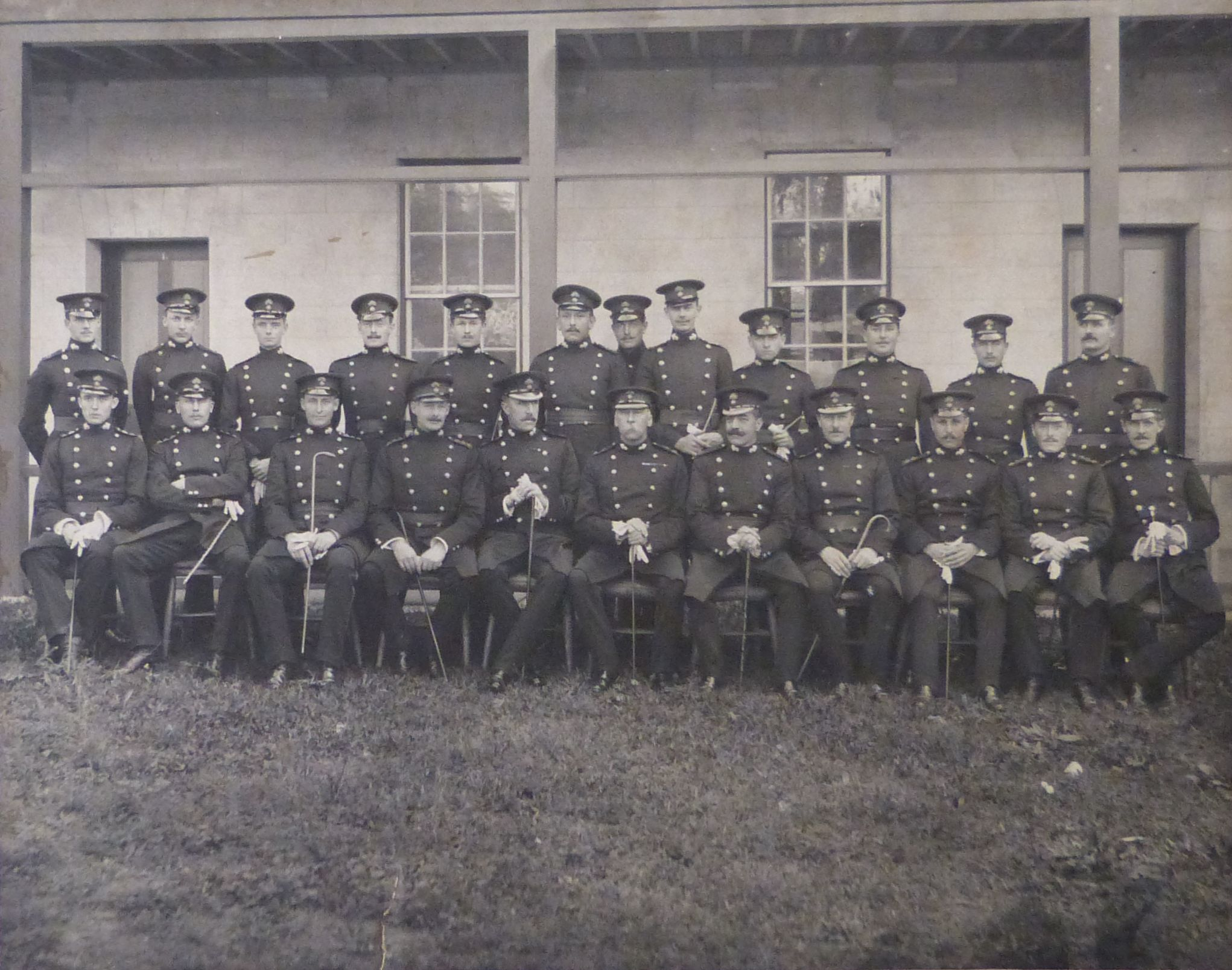
Офіцери 3-го батальйону на Бермудах у 1905 році.

Однобатальйонний полк відплив до Скутарі для служби в Кримській війні 5 квітня 1854 року (з депо у Вінчестері) і брав участь у битві при Альмі у вересні 1854 року, битві при Інкермані в листопаді 1854 року та облозі Севастополя взимку 1854 року. Він повернувся до Британії з Криму 27 червня 1856 року, відплив до Індії 21 липня 1857 року і брав участь в Амбельській кампанії в 1863 році. У 1865 році він був у Ферозпурі. Він повернувся до Британії з Індії 27 грудня 1870 року. Він відплив до Гібралтару в 1885 році, а в 1886 і 1887 роках був у Єгипті. З 1888 по 1901 рік він був розміщений у різних місцях в Індії, включаючи Пуну, Карачі (зараз у Пакистані), Мхоу, Нуссерабад, Бомбей, Кветта, Бенгалія, Німч та Нуссерабад.
Новостворений 2-й батальйон, який знаходився в Престоні, відплив до Гібралтару 27 травня 1858 року (депо в цей час було в Чатемі, переїхавши до Вальмера). Він був передислокований з Мальти до Верхньої Канади в жовтні 1866 року і допоміг придушити рейди феніїв, а потім відплив до Індії 1 жовтня 1873 року і брав участь у Другій англо-афганській війні, зокрема в битві при Кандагарі у вересні 1880 року. Згодом він був розміщений у різних місцях в Індії, включаючи Каннур, Ченнай, Веллінгтон, перш ніж повернутися до Британії з Індії 29 березня 1889 року, коли його було направлено до Дувра. У 1892 році він переїхав до Вулвіча. У 1894 році його було направлено на Гернсі, а в 1896 році до Белфаста, Ірландія. У 1898 році він переїхав до Каррага, Ірландія.

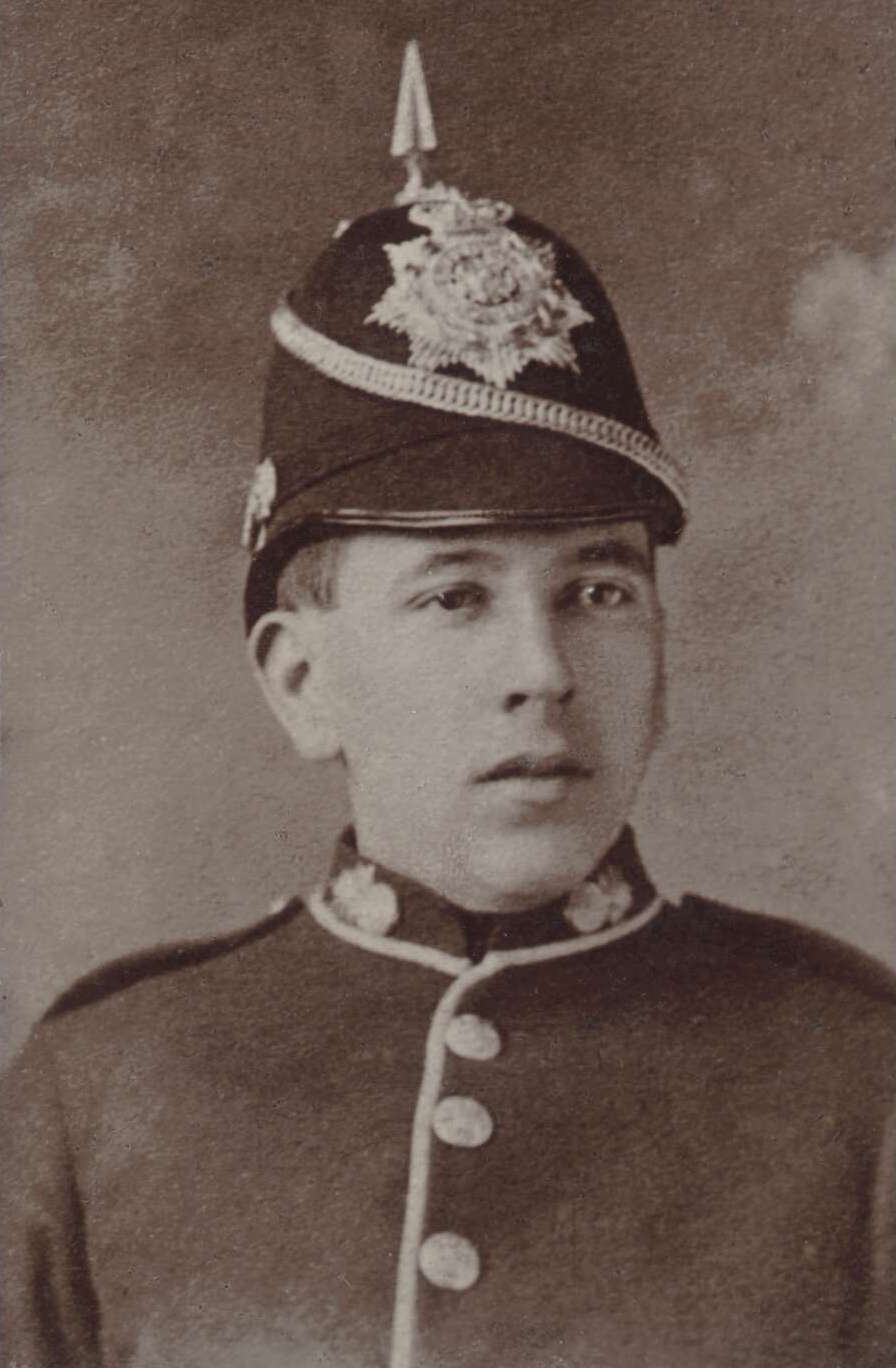
Прем'єр-міністр Австралії Біллі Г'юз у своїй уніформі королівських стрільців.

Реформи Кардвелла 1870-х років, які надали йому депо в казармах Хаунслоу з 1873 року, або реформи Чайлдреса 1881 року — оскільки він вже мав два батальйони, не було необхідності об'єднувати його з іншим полком, — не вплинули на полк. Згідно з реформами, 1 липня 1881 року полк став Королівськими фузилерами (Міський полк Лондона). Тепер полк був організований наступним чином:
Регулярні:
- 1-й батальйон, у 1881 році базувався в Захисних казармах, Пембрук-Док
- 2-й батальйон, у 1881 році базувався в Мадрасі

Міліція:
- 3-й (пізніше 5-й) (міліційний) батальйон базувався в Брентфорді, раніше 3-й Королівський Вестмінстерський Міддлсекський полк міліції.
- 4-й (пізніше 6-й) (міліційний) батальйон базувався у Фінсбері, раніше Королівський Лондонський полк міліції.
- 5-й (пізніше 7-й) (міліційний) батальйон базувався в Хаунслоу, раніше 4-й Королівський Південноміддлсекський полк міліції.

Добровольча піхота:
- 10-й Міддлсекський стрілецький волонтерський корпус базувався в Блумсбері, раніше під командуванням Королівського стрілецького корпусу короля, але був переданий у 1883 році і згодом перейменований на 1-й волонтерський батальйон.
- 23-й Міддлсекський стрілецький волонтерський корпус, що базувався у Вестмінстері, був перейменований на 2-й волонтерський батальйон у 1883 році.

У 1901 році 1-й батальйон переїхав з Індії до Мандалая, Бірма.
- 2-й регулярний батальйон полку брав участь у Другій бурській війні з 1899 по 1902 рік. Батальйон, який раніше базувався в Каррагу в Ірландії, відплив до Південної Африки 22 жовтня 1899 року і служив там протягом усієї війни, яка закінчилася Ферінігінзький миром у червні 1902 року. Чотири місяці потому 350 офіцерів і солдатів 2-го батальйону покинули Кейптаун на борту SS Salamis наприкінці вересня 1902 року, прибувши до Саутгемптона наприкінці жовтня, коли батальйон був направлений до Олдершота.

- 3-й регулярний батальйон був сформований 6 квітня 1898 року в Дуврі і відплив до імперської фортеці Мальта 1 грудня 1898 року, потім переїхав на Крит, імперську фортецю Гібралтар у 1900 році, Єгипет і Судан у 1901 році. Згодом його було направлено до Бермудського гарнізону, 16 офіцерів, 1 прапорщик і 937 сержантів і солдатів прибули до імперської фортеці Бермуди під командуванням підполковника Р. Б. Гайсфорда, CMG, з Єгипту на борту SS Dunera, а майори CJ Stanton, FMF Scoones, лейтенант Ф. Мур і другий лейтенант GE Hawes прибули на борту SS Dominion, у тиждень, що закінчувався в суботу, 5 грудня 1903 року. Батальйон замінив Королівський Уорікширський полк на острові Боаз і знову відбув з Бермуд до Кейптауна, Південна Африка, на борту HMT Soudan 18 грудня 1905 року (за винятком рядового Девіда FW Добсона, відсутнього без дозволу). Батальйон перебував у Південній Африці та на Маврикії до Першої світової війни.

- 4-й регулярний батальйон був сформований 31 лютого 1900 року в Дуврі та отримав кольори від принца Уельського (полковника-шефа полку) у липні 1902 року. У 1903 році він був у Вулвічі.

У 1908 році волонтери та міліція були реорганізовані на національному рівні, причому перші стали Територіальними силами, а другі — Спеціальним резервом. З 1-го по 4-й волонтерські батальйони Королівських фузилерів були переведені до нового загальнотериторіального Лондонського полку, причому самі Королівські фузилери тепер складалися з:
Регулярні:
- 1-й батальйон у 1908 році базувався в казармах Олбані, після чого був відправлений до Кінсейла.
- 2-й батальйон у 1908 році базувався в Джуббулпорі.
- 3-й батальйон, сформований у 1898 році, у 1908 році базувався на Маврикії та в Південній Африці, після чого був відправлений до Мірута.
- 4-й батальйон, сформований у 1900 році, у 1908 році базувався в казармах Колумба. Після цього був відправлений до Олдершота, потім гарнізонував казарми Олбані в Паркхерсті з 27 січня 1913 року.

Спеціальний резерв:
- 5-й (резервний) батальйон, базувався в Хаунслоу, колишній 5-й (міліційний) батальйон.
- 6-й (резервний) батальйон, базувався в Хаунслоу, колишній 7-й (міліційний) батальйон.
- 7-й (додатковий резервний) батальйон, базувався у Фінсбері, колишній 6-й (міліційний) батальйон.

Перша світова війна
Регулярна армія:

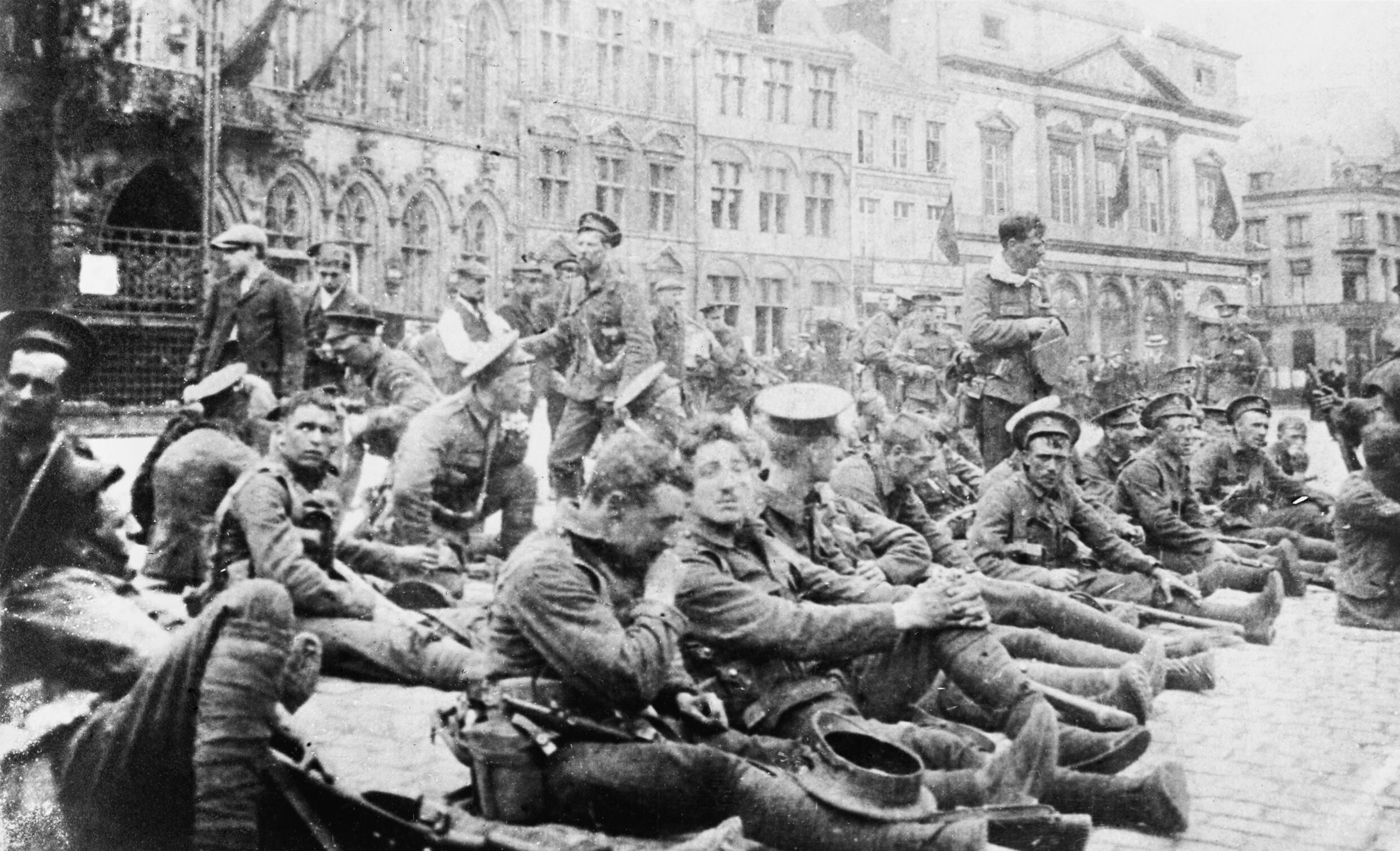
22 серпня 1914: чоловіки роти «А» 4-го батальйону королівських стрільців (полк Лондонського Сіті), відпочивають на міській площі в Монс.

- 1-й батальйон висадився в Сен-Назері у складі 17-ї бригади 6-ї дивізії у вересні 1914 року для служби на Західному фронті; основними боями, в яких брав участь батальйон, були битва на Соммі восени 1916 року та битва при Пашендейлі восени 1917 року.
- 2-й батальйон висадився в Галліполі у складі 86-ї бригади 29-ї дивізії у квітні 1915 року; після евакуації в грудні 1915 року він переїхав до Єгипту в березні 1916 року, а потім висадився в Марселі в березні 1916 року для служби на Західному фронті; основними боями, в яких брав участь батальйон, були битва на Соммі восени 1916 року та битва при Аррасі навесні 1917 року.
- 3-й батальйон висадився в Гаврі у складі 85-ї бригади 28-ї дивізії в січні 1915 року; основними боями, в яких брав участь батальйон, були Друга битва при Іпрі в квітні 1915 року та битва при Лоосі у вересні 1915 року. Батальйон переїхав до Єгипту в жовтні 1915 року, а потім до Салоніків у липні 1918 року, перш ніж повернутися на Західний фронт.
- 4-й батальйон висадився в Гаврі у складі 9-ї бригади 3-ї дивізії в серпні 1914 року для служби на Західному фронті; основними боями, в яких брав участь батальйон, були битва при Монсі та битва при Ле-Като в серпні 1914 року, Перша битва на Марні та Перша битва на Ені у вересні 1914 року та битва при Ла-Бассі, битва при Мессіне та Перша битва при Іпрі в жовтні 1914 року. Бійці батальйону отримали перші два Хрести Вікторії у війні біля Монса в серпні 1914 року (лейтенант Моріс Диз та рядовий Сідні Годлі).

Нова армія:

Королівські стрільці марширують лондонським Сіті в 1916 році

- 8-й та 9-й (службові) батальйони висадилися у Франції; обидва вони брали участь у боях на Західному фронті у складі 36-ї бригади 12-ї (Східної) дивізії.
- 10-й (службовий) батальйон, більш відомий як батальйон фондової біржі, був сформований у серпні 1914 року, коли 1600 членів Лондонської фондової біржі та інші жителі цього району приєдналися до нього: 742 загинули або пропали безвісти в боях на Західному фронті. Батальйон спочатку входив до складу 54-ї бригади 18-ї (Східної) дивізії, перейшовши до 111-ї бригади 37-ї дивізії.
- 11-й, 12-й, 13-й та 17-й (службові) батальйони висадилися у Франції; всі чотири батальйони брали участь у боях на Західному фронті: 11-й батальйон входив до складу 54-ї бригади 18-ї (Східної) дивізії, 12-й — 73-ї бригади, пізніше 17-ї бригади 24-ї дивізії, 13-й — 111-ї бригади 37-ї дивізії та 17-й — 99-ї бригади 33-ї дивізії, пізніше перейшовши до 5-ї та 6-ї бригад 2-ї дивізії.
- 18–21-й (службові) батальйони (1–4-ї державних шкіл) полку були набрані з державних шкіл; всі чотири батальйони брали участь у боях на Західному фронті, всі вони спочатку служили у складі 98-ї бригади 33-ї дивізії, 18-й та 20-й батальйони були переведені до 19-ї бригади тієї ж дивізії.
- 22-й (службовий) батальйон, який був набраний із жителів Кенсінгтона, також висадився у Франції та брав участь у боях на Західному фронті.
- 23-й та 24-й (службові) батальйони, більш відомі як спортивні батальйони, також висадилися у Франції та брали участь у боях на Західному фронті: вони були серед батальйонів «Палс» і обидва входили до складу 99-ї бригади 33-ї дивізії, пізніше перейшовши під командування 2-ї дивізії, причому 24-й батальйон приєднався до 5-ї бригади тієї ж дивізії.

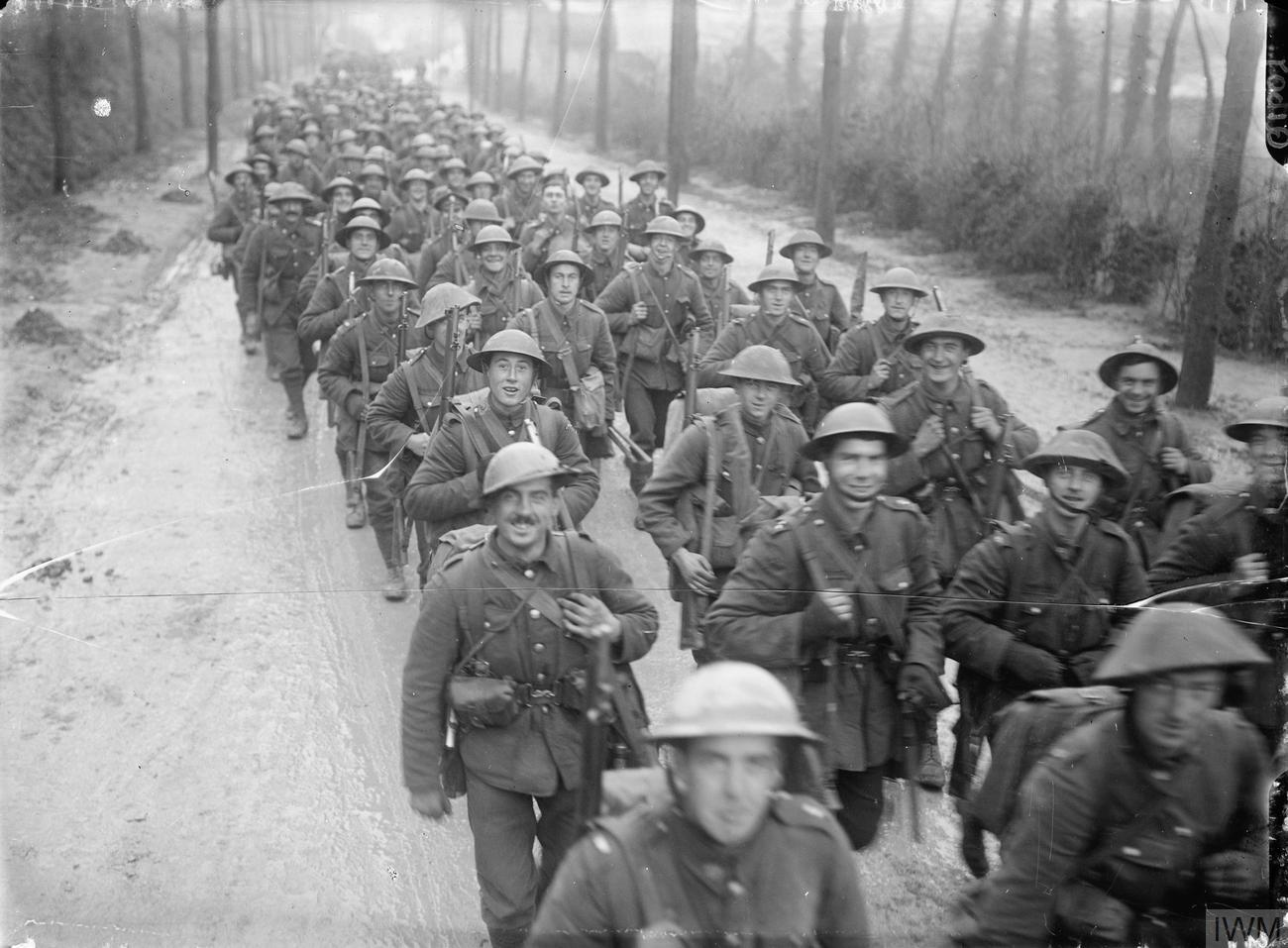
Бійці 10-го (обслуговуючого) батальйону королівських стрільців (біржових брокерів) марширують до окопів, Сен-Поль (Сен-Поль-сюр-Тернуаз), Франція, листопад 1916 року.

- 25-й (прикордонний) батальйон, Королівських фузилерів, сформований у лютому 1915 року, служив у Східній Африці.
- 26-й (службовий) батальйон був набраний із банківської спільноти; він брав участь у боях на Західному фронті у складі 124-ї бригади 41-ї дивізії.
- 32-й (службовий) батальйон, який був набраний із жителів Іст-Хема, також висадився у Франції та брав участь у боях на Західному фронті у складі 124-ї бригади 41-ї дивізії.
- 38–42-й батальйони полку служили Єврейським легіоном у Палестині; багато хто з його членів, що вижили, стали частиною заснування Держави Ізраїль у 1948 році.

### Громадянська війна в Росії
45-й і 46-й батальйони Королівських фузилерів входили до складу Північно-Російського корпусу допомоги, який висадився на початку 1919 року для підтримки виведення міжнародних сил, що допомагали «білим» (антибільшовицьким) російським силам під час громадянської війни в Росії. Недоукомплектований 45-й батальйон складався в основному з колишніх членів Австралійських імперських сил — багато з них ветеранів Західного фронту, які зголосилися служити в Росії.

### Міжвоєнний період
3-й і 4-й батальйони були розформовані в Олдершоті 15 липня 1922 року. Лондонський полк, який вийшов з ужитку, 1–4-й Лондонські батальйони повернулися до своєї приналежності до Королівських фузилерів. Коли Лондонський полк був офіційно скасований, вони стали 8-м (1-й Сіті Лондон), 9-м (2-й Сіті Лондон) та 10-м (3-й Сіті Лондон) батальйонами (4-й Лондонський батальйон вже був перетворений на 60-й (Сіті Лондон) важкий зенітний полк Королівської артилерії). У період переозброєння перед початком Другої світової війни 8-й та 9-й батальйони кожен сформували дублікат батальйону (11-й та 12-й відповідно), тоді як 10-й батальйон був перетворений на 69-й (3-й Сіті Лондон) зенітний полк Королівської артилерії.

### Друга світова війна

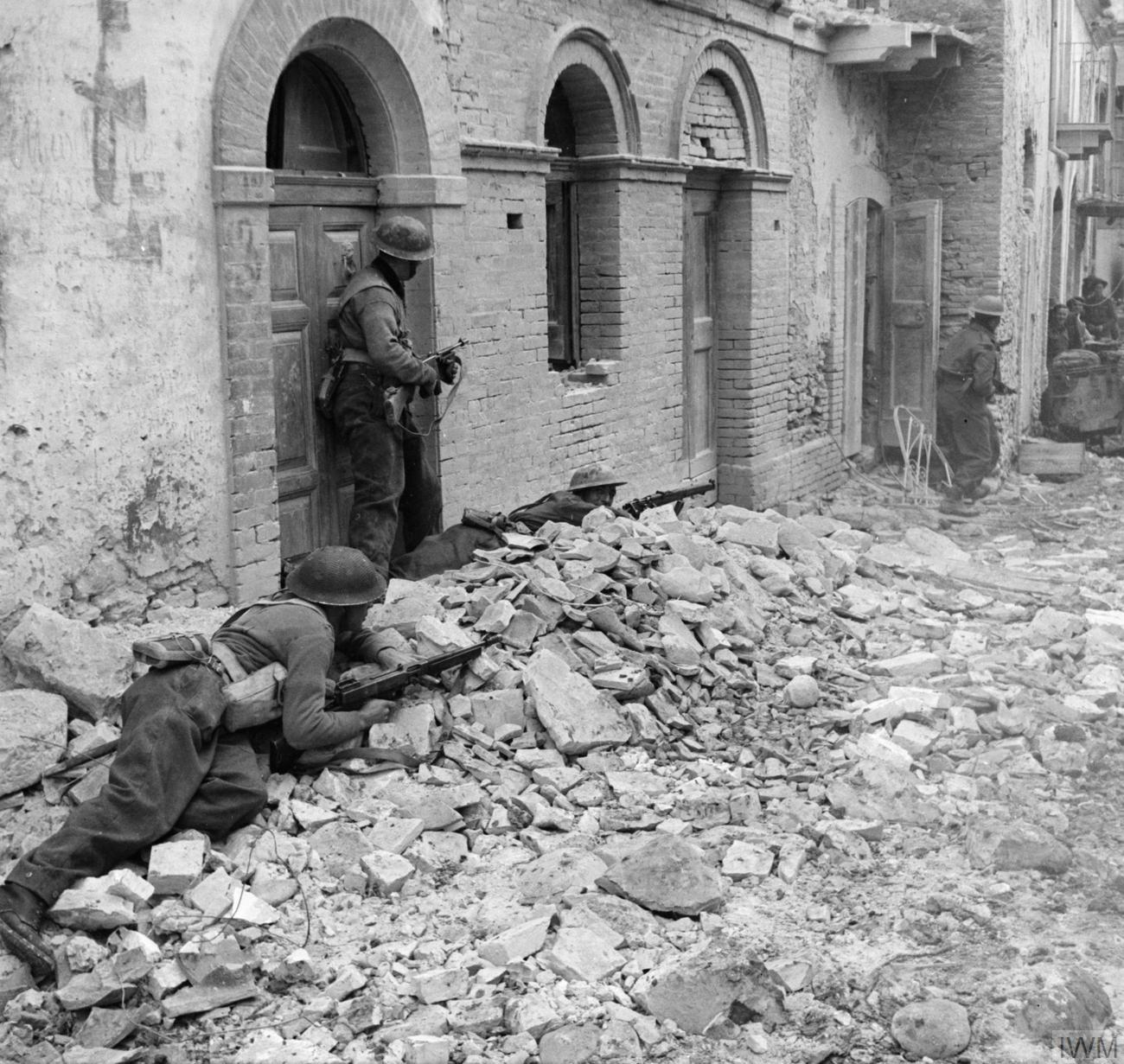
Піхотинці 1-го батальйону королівських стрільців реконструюють сцену вуличного бою на вулиці в Кальдарі, Італія, 17 грудня 1943 року.

Протягом більшої частини Другої світової війни 1-й батальйон входив до складу 17-ї Індійської піхотної бригади 8-ї Індійської піхотної дивізії. Він служив з ними в Італійській кампанії.
2-й батальйон був приданий до 12-ї піхотної бригади 4-ї піхотної дивізії і був відправлений до Франції в 1939 році після початку війни, щоб приєднатися до Британських експедиційних сил (BEF). У травні 1940 року він воював у битві за Францію і був змушений відступити до Дюнкерка, де потім був евакуйований з Франції. Разом з бригадою та дивізією батальйон провів наступні два роки у Сполученому Королівстві, перш ніж був відправлений за кордон для боротьби в Туніській кампанії, частині заключних етапів Північноафриканської кампанії. Разом з 1-м, 8-м та 9-м батальйонами 2-й батальйон також брав активну участь в Італійській кампанії з березня 1944 року, зокрема під час битви під Монте-Кассіно, воюючи пізніше на Готській лінії, перш ніж бути перекинутим по повітрю для боротьби в Громадянській війні в Греції.
8-й та 9-й батальйони, два підрозділи Територіальної армії (TA), входили до складу 1-ї Лондонської піхотної бригади, що входила до 1-ї Лондонської піхотної дивізії. Пізніше вони стали 167-ю (Лондонською) піхотною бригадою та 56-ю (Лондонською) піхотною дивізією відповідно. Обидва батальйони брали участь у заключних етапах Туніської кампанії, де кожен зазнав понад 100 втрат у своєму першому бою. У вересні 1943 року обидва батальйони брали активну участь у висадці в Салерно в рамках вторгнення союзників до Італії, пізніше перетнувши лінію Вольтурно, перш ніж у грудні були зупинені на Зимовій лінії. Потім обидва батальйони воювали в битві під Монте-Кассіно і були відправлені на плацдарм Анціо в лютому 1944 року.
Дублікатні батальйони TA, 11-й та 12-й, обидва були призначені 4-й Лондонській піхотній бригаді, що входила до складу 2-ї Лондонської піхотної дивізії, пізніше 140-ї (Лондонської) піхотної бригади та 47-ї (Лондонської) піхотної дивізії відповідно. Обидва батальйони залишалися у Сполученому Королівстві на службі внутрішньої оборони. У 1943 році 12-й батальйон був переведений до 80-ї піхотної (резервної) дивізії, а пізніше до 47-ї піхотної (резервної) дивізії.
Полк створив багато інших батальйонів під час війни, хоча жоден з них не брав активної участі за кордоном у своїх первісних ролях, натомість деякі були перетворені. 20-й батальйон, наприклад, сформований незабаром після евакуації з Дюнкерка, був відправлений до Індії влітку 1942 року і пізніше став частиною 52-ї піхотної бригади, як навчальний центр для підготовки британських військ до війни в джунглях для служби в Бірманській кампанії. 21-й та 23-й батальйони, також створені в червні/липні 1940 року, пізніше були перетворені на 54-й та 46-й батальйони розвідувального корпусу, призначені 54-й (Східноанглійській) та 46-й піхотним дивізіям відповідно; 54-й пізніше склав основну частину 15-го Шотландського розвідувального полку, тоді як 46-й служив зі своєю материнською дивізією до кінця війни. 14-й (заморський оборонний) та 22-й батальйони стали 107-м легким зенітним та 94-м протитанковим полками відповідно Королівської артилерії.

### Корейська війна
У серпні 1952 року полк, скорочений до одного регулярного батальйону, служив у Корейській війні у складі 28-ї Британської піхотної бригади Співдружності. 19-річний Майкл Кейн служив у батальйоні під час конфлікту; кілька разів його підрозділ змушений був захищатися від китайських атак «живою хвилею».

### Об'єднання
23 квітня 1968 року полк був об'єднаний з Королівськими Нортумберлендськими фузилерами (5-й піхотний), Королівськими Уорікширськими фузилерами (6-й піхотний) та Ланкаширськими фузилерами (20-й піхотний) для формування 3-го батальйону Королівського полку фузилерів.

## Музей полку

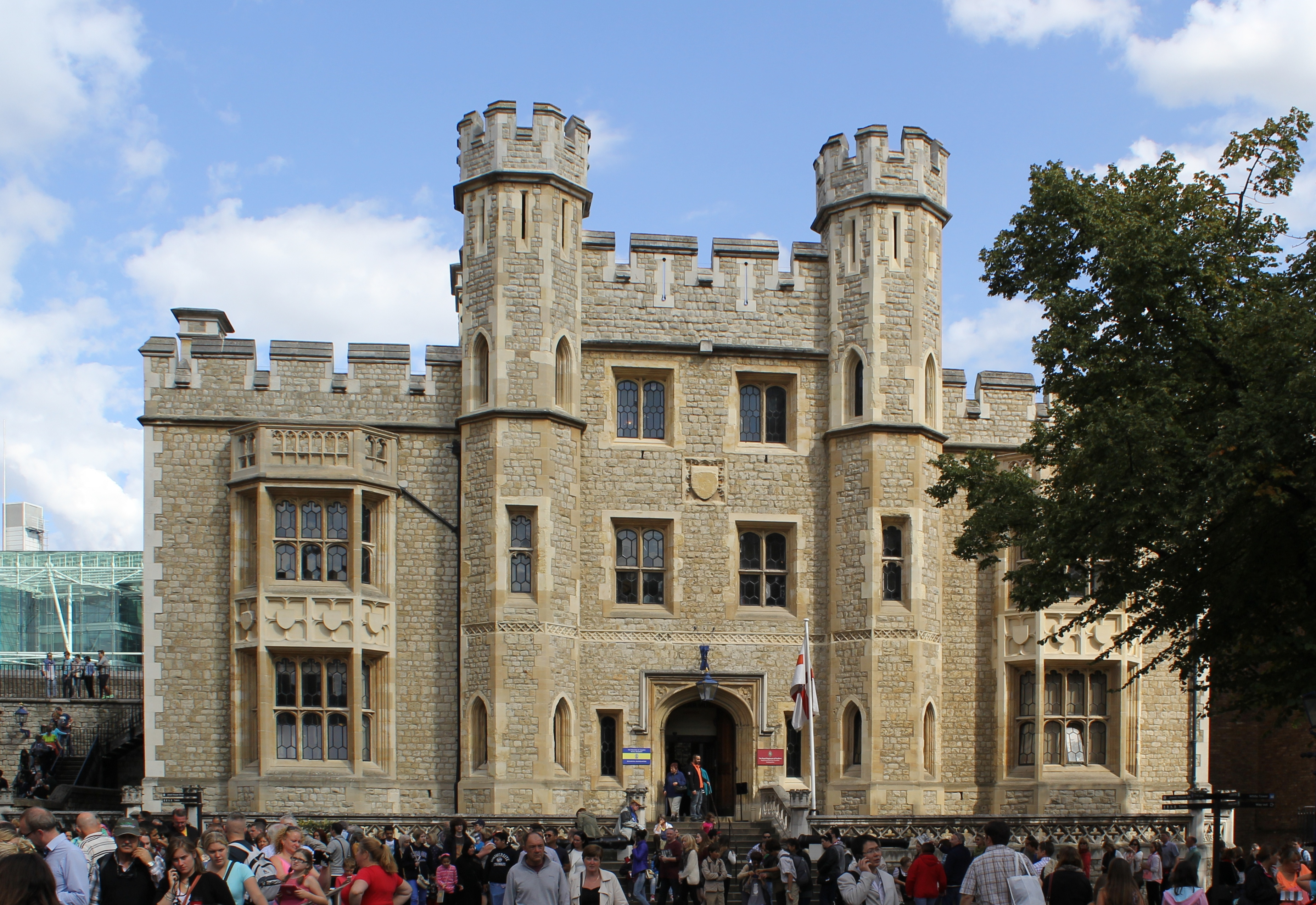
Королівський полковий музей стрільців, серпень 2014 р

Музей фузилерів знаходиться в штаб-квартирі Королівського полку фузилерів у Лондонському Тауері. Він також представляє солдатів Першої світової війни шести батальйонів Лондонського полку (1-й, 2-й, 3-й, 4-й, 29-й та 30-й), які були прикріплені до Королівських фузилерів до 1908 року.

## Бойові відзнаки
Бойові відзнаки полку включали:

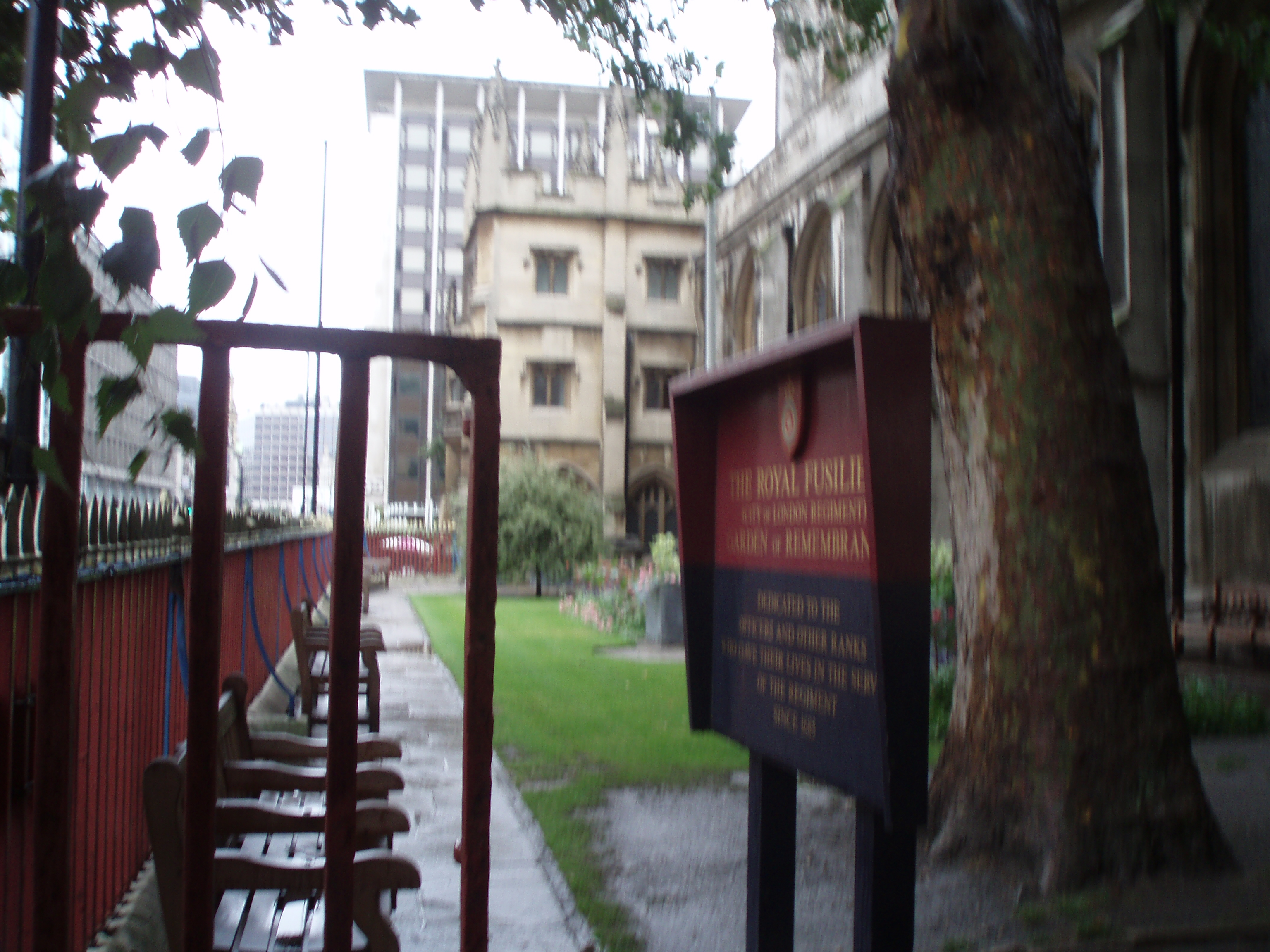
Сад Пам'яті при церкві Святого Гробу спочатку був призначений як меморіал стрільцям, загиблим у двох світових війнах, але тепер присвячений усім стрільцям, загиблим у бою з 1914 року.

- Ранні війни: Намюр 1695, Мартініка 1809, Талавера, Буссако, Альбуера, Бадахос, Саламанка, Вітторія, Піренеї, Ортез, Тулуза, Півострів, Альма, Інкерман, Севастополь, Кандагар 1880, Афганістан 1879–80, Звільнення Ледісміта, Південна Африка 1899—1902.
- Перша світова війна (47 батальйонів): Монс, Ле-Като, Відступ від Монса, Марна 1914, Ена 1914, Ла-Бассі 1914, Мессін 1914 '17, Армантьєр 1914, Іпр 1914 '15 '17 '18, Нонне Босшен, Графенстафель, Сен-Жульєн, Фрезенберг, Бельвард, Гуге 1915, Лоос, Сомма 1916 '18, Альберт 1916 '18, Базентін, Дельвіль Вуд, Позьєр, Флер-Курселетт, Тьєпваль, Ле-Транслуа, Анкер-Хайтс, Анкер 1916 '18, Аррас 1917 '18, Вімі 1917, Скарп 1917, Арле, Пількем, Лангемарк 1917, Менін-Роуд, Полігон-Вуд, Брудсейнд, Поелькаппелле, Пашендейл, Камбре 1917 '18, Сен-Кантен, Бапом 1918, Розьєр, Авр, Віллер-Бретонне, Ліс, Естер, Азебрук, Бетюн, Ам'єн, Дрокур-Кеан, Гінденбургська лінія, Гаврінкур, Епеї, Канал дю Нор, Канал Сен-Кантен, Боревуар, Куртре, Сель, Самбра, Франція та ФландФранція та Фландрія 1914–18, Італія 1917–18, Струма, Македонія 1915–18, Геллес, Висадка в Геллесі, Крітія, Сувла, Пагорб Ятагана, Галліполі 1915–16, Єгипет 1916, Мегіддо, Наблус, Палестина 1918, Троїца, Архангельськ 1919, Кіліманджаро, Бехобехо, Ньянгао, Східна Африка 1915–17.

- Друга світова війна: Дюнкерк 1940, Північно-Західна Європа 1940, Агордат, Керен, Сирія 1941, Sidi Barrani, Джебель Тебага, Peter's Corner, Північна Африка 1940 '43, Сангро, Моццагронья, Калдарі, Салерно, St. Lucia, Баттіпалья, Теано, Монте-Каміно, Переправа через Гарільяно, Даміано, Анціо, Кассіно II, Хребет Ріпа, Габб'яно, Наступ на Флоренцію, Монте-Скаларі, Готська лінія, Коріано, Кроче, Casa Fortis, Savio Bridgehead, Валлі-ді-Коммаккьо, Сеніо, Арджента Gap, Італія 1943–45, Афіни, Греція 1944–45.
- Корея 1952–53.

## Полковники
До полковників-шефів належали:
- 1900—1937: Король Георг V
- 1937—1942: Принц Джордж, герцог Кентський

Полковники полку включали:
- 1685—1689: Генерал-лейтенант Джордж Легг, 1-й барон Дартмут
- 1689—1692: Генерал Джон Черчилль, 1-й герцог Мальборо
- Січень–липень 1692: Фельдмаршал Джордж Гамільтон, 1-й граф Оркні
- 1692—1696: Бригадний генерал Едвард Фіцпатрік
- 1696—1713: Генерал Чарльз О'Хара, 1-й барон Тіроулі
- 1713—1739: Фельдмаршал Джеймс О'Хара, 2-й барон Тіроулі
- 1739—1751: Генерал-лейтенант Вільям Харгрейв

7-й піхотний полк (Королівські фузилери) (1751)
- 1751—1754: Генерал Джон Мостін
- 1754—1776: Лорд Роберт Берті
- 1776—1788: Генерал-лейтенант Річард Прескотт

7-й (Дербіширський) піхотний полк (1782)
- 1788—1789: Генерал Вільям Гордон
- 1789—1801: Фельдмаршал принц Едуард, герцог Кентський та Стратерн
- 1801—1832: Фельдмаршал сер Альфред Кларк
- 1832—1854: Фельдмаршал сер Едвард Блакені
- 1854—1855: Генерал сер Джордж Браун
- 1855—1868: Генерал сер Семюель Охмуті
- 1868—1881: Генерал сер Річард Ейрі

Королівські фузилери (Міський полк Лондона) (1881)
- 1881—1900: Генерал сер Річард Вілбрахам
- 1900—1922: Генерал-майор сер Джеффрі Бартон
- 1922—1924: Генерал-майор Колін Дональд
- 1924—1933: Генерал-майор сер Реджинальд Пінней
- 1933—1942: Генерал-майор Волтер Хілл
- Липень–жовтень 1942: Бригадир Реджинальд Хоулетт
- 1942—1947: Генерал сер Реджинальд Мей
- 1947—1954: Генерал-майор Джеймс Френсіс Хартер
- 1954—1963: Генерал-майор Френсіс Девід Ром
- 1963—1968: Генерал сер Кеннет Дарлінг (до Королівського полку фузилерів)
- 1968: Об'єднано з Королівськими Нортумберлендськими фузилерами, Королівськими Уорікширськими фузилерами та Ланкаширськими фузилерами для формування Королівського полку фузилерів.

## Хрест Вікторії
Хрестами Вікторії, нагородженими членів полку, були:
- Рядовий Томас Елсдон Ашфорд, Друга афганська війна (16 серпня 1880 р.)
- Лейтенант Моріс Диз, Перша світова війна (23 серпня 1914 р.)
- Тимчасовий підполковник Невілл Елліотт-Купер, Перша світова війна (30 листопада 1917 р.)
- Капітан Чарльз Фітцкларенс, Друга бурська війна (14 жовтня 1899 р.)
- Помічник хірурга Томас Егертон Хейл, Кримська війна (8 вересня 1855 р.)
- Лейтенант Вільям Хоуп, Кримська війна (18 червня 1855 р.)
- Рядовий Метью Хьюз, Кримська війна (7 червня 1855 р. та 18 червня 1855 р.)
- Капітан Генрі Мітчелл Джонс, Кримська війна (7 червня 1855 р.)
- Тимчасовий капітан Роберт Гі, Перша світова війна (30 листопада 1917 р.)
- Рядовий Сідні Френк Годлі, Перша світова війна (23 серпня 1914 р.)
- Капрал Джордж Джарратт, Перша світова війна (3 травня 1917 р.)
- Сержант Джон Моліньє, Перша світова війна (9 жовтня 1917 р.)
- Рядовий Вільям Норман, Кримська війна (19 грудня 1854 р.)
- Ленс-сержант Фредерік Вільям Па…Ланс-сержант Фредерік Вільям Палмер, Перша світова війна (16/17 лютого 1917 р.)

- Сержант Самуель Джордж Пірс, Північно-Російські сили допомоги (29 серпня 1919 р.)
- Ленс-капрал Чарльз Грем Робертсон, Перша світова війна (8/9 березня 1918 р.)
- Виконуючий обов'язки капітана Волтер Наплтон Стоун, Перша світова війна (30 листопада 1917 р.)
- Капрал Артур Персі Салліван, Північно-Російські сили допомоги (10 серпня 1919 р.)

## Галерея

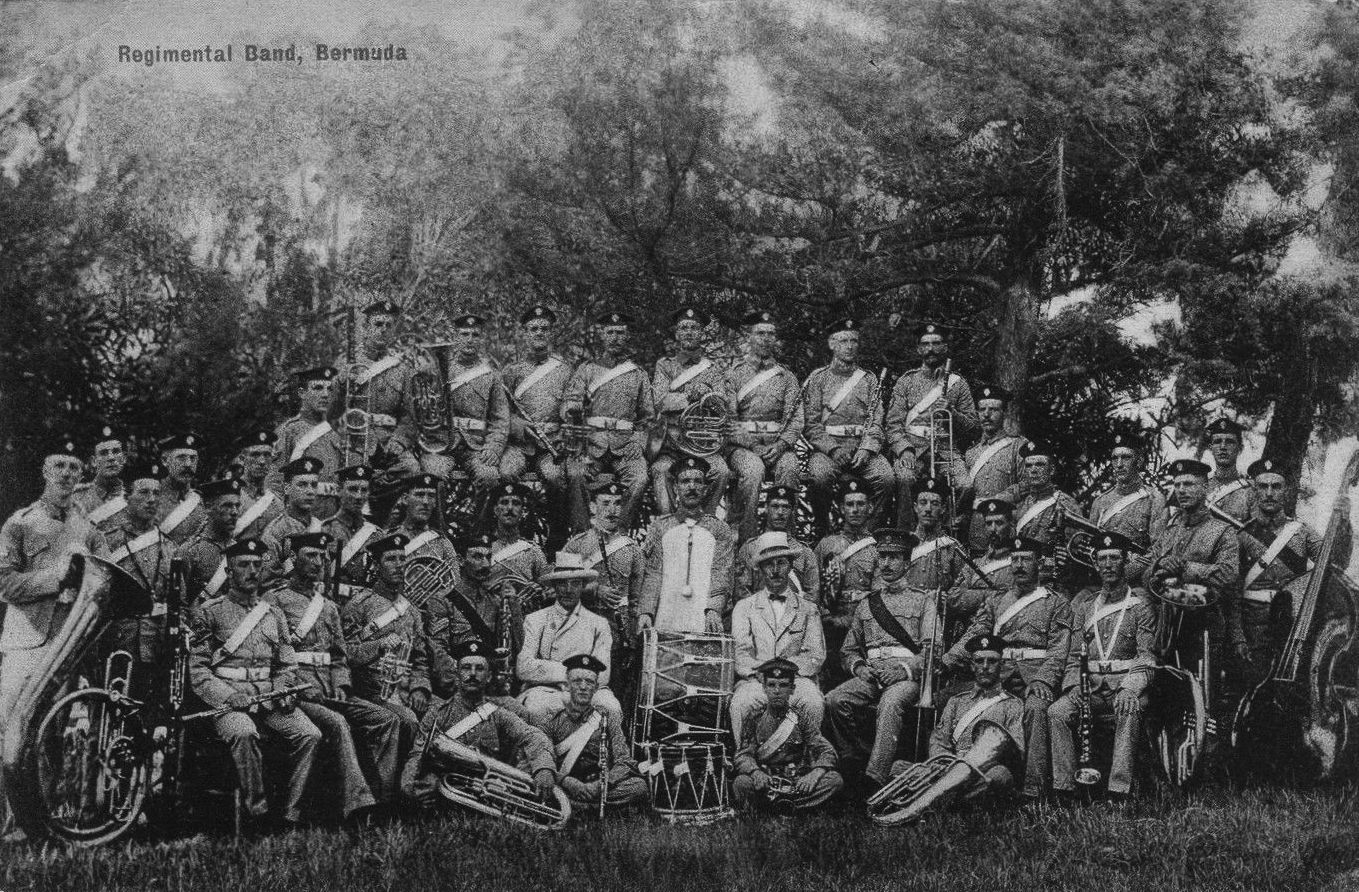
Оркестр 3-го батальйону Королівських фузилерів на Бермудах приблизно в 1903 році, коли батальйон був частиною Бермудського гарнізону.
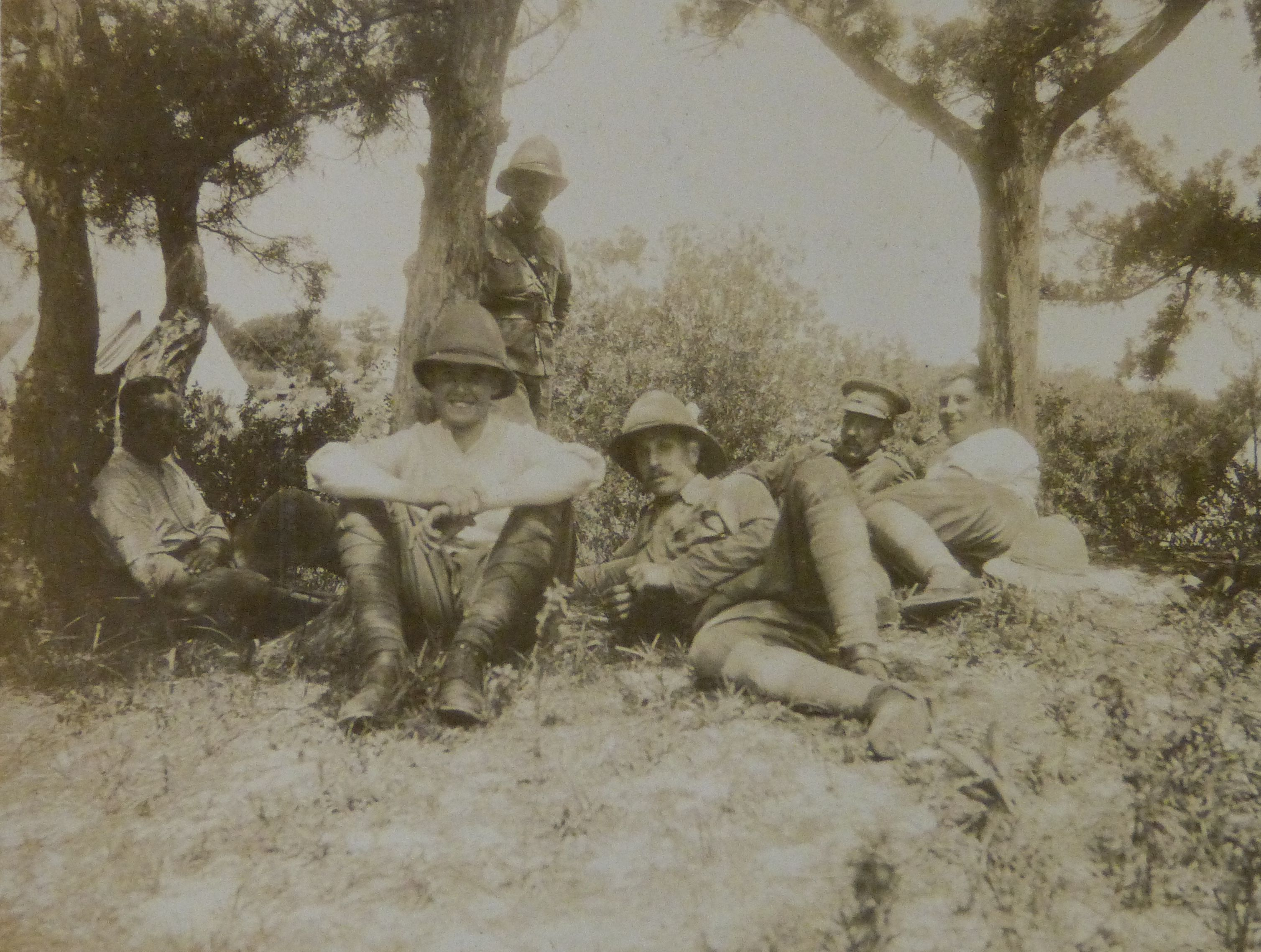
Офіцери 3-го батальйону Королівських фузилерів під час батальйонних навчань у Такерс-Таун, Бермуди, в 1904 році.
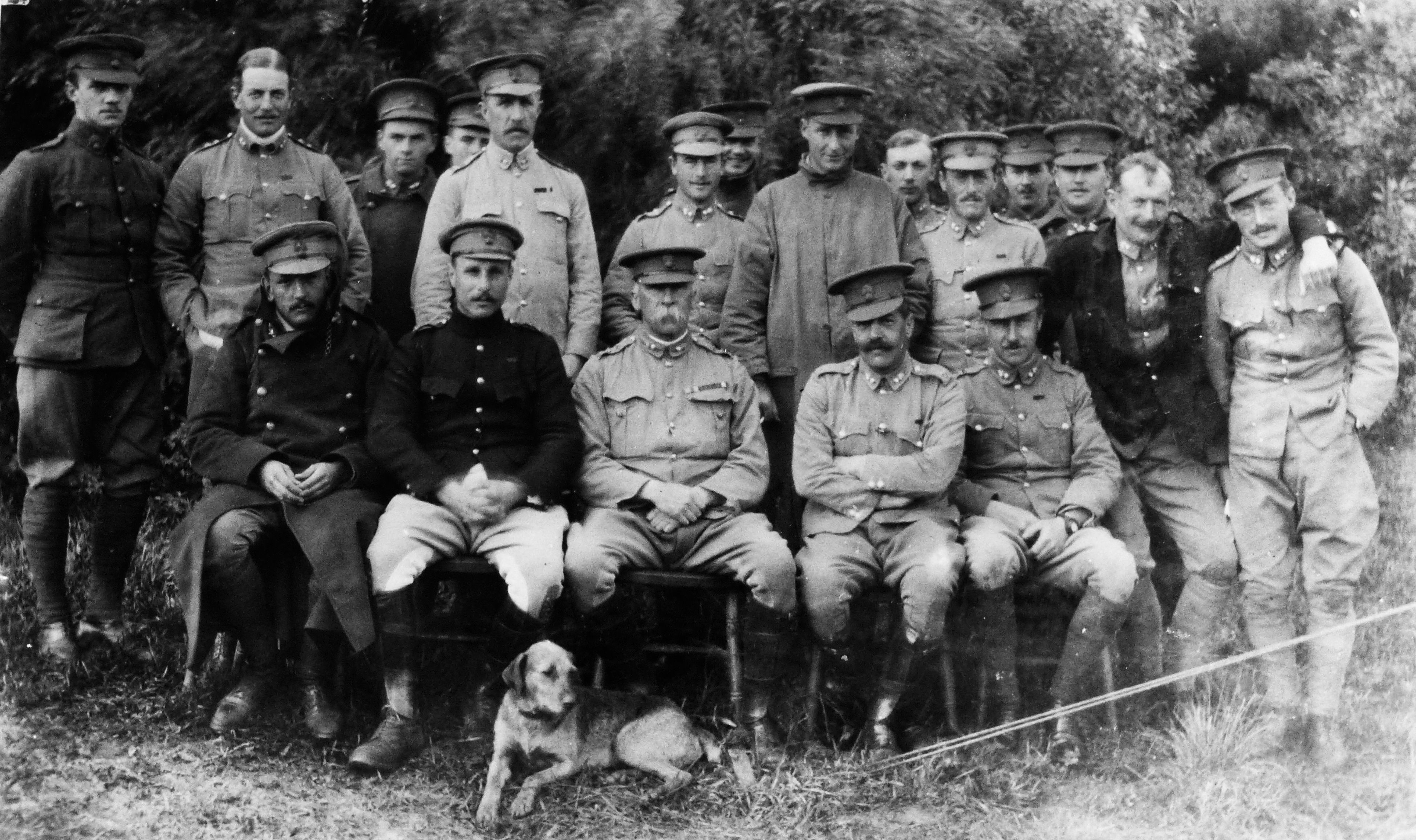
Офіцери 3-го батальйону під час батальйонних навчань у Такерс-Таун, Бермуди, 1905 рік.